# Varjani
Varjani (en georgiano: ვარხანი) es un pueblo de Georgia ubicado en el oeste de la región de Mesjetia-Yavajetia, siendo parte del municipio de Adigueni.

## Geografía
Varjani está en la margen izquierda del río Otsji. El pueblo está a 17 km de Adigueni y a 22 km de Ajaltsije.

## Historia
El hecho de que Varjani esté incluido en el cuaderno detallado otomano de 1595 muestra que este lugar es un antiguo asentamiento. Los otomanos capturaron el pueblo de Samtsje-Saatabago, que estaba gobernado por atabegs georgianos, en el último cuarto del siglo XVI.
La gente de Varjani, que permaneció bajo el dominio otomano durante unos 250 años, se convirtió al Islam durante este tiempo. El pueblo cayó en manos de la Rusia zarista durante la guerra ruso-turca (1828-1829), y así se reincorporó a Georgia, que formaba parte de este imperio. En 1870, 52 familias vivían en Varjani.
En 1944, los turcos mesjetios que vivían aquí fueron deportados a Asia Central y la población aquí fue trasladada desde Imericia.
Durante el período soviético, la producción hortícola-lechera estaba en funcionamiento.

## Demografía
La evolución demográfica de Varjani entre 2002 y 2014 fue la siguiente:
| 814                                             | 671 |
| (Fuente: Population of Georgia in Soviet times) |     |

Según el censo de 2014, los georgianos constituían el 98,4% de la población local y los armenios, el 1%.

## Infraestructura

### Arquitectura, monumentos y lugares de interés
La atracción principal de este pueblo es la mezquita de Varjani, construida en el siglo XIX.

### Transporte
Varjani está en la carretera Benara-Bagdati.